# موه انعدام المخ
موه انعدام المخ (بالإنجليزية: Hydranencephaly أو hydrancephaly) هو عبارة عن عدم تكوّن نصفي الكرة المخية أو غيابهما بدرجات متفاوتة مع امتلاء تجويف الجمجمة المتبقي بالسائل النخاعي.
موه انعدام المخ هو نوع من الاضطراب الرأسي. وهذه الاضطرابات هي ظروف خلقية تنبع من أي تلف أو تطور غير طبيعي للجهاز العصبي الجنيني في المراحل الأولى من التطور في الرحم. "Cephalic" هو المصطلح الطبي ل «الرأس» أو «نهاية الجسم من ناحية الرأس». هذه الحالات ليس لديها أي عوامل مسبِبة محددة يمكن تحديدها. ولكنها ترجع عموما إلى مجموعة متنوعة من الظروف الوراثية أو الجينية، وأيضًا إلى عوامل بيئية مثل عدوى الأمهات، وتناول الأدوية، أو حتى التعرض لمستويات عالية من الإشعاع.
لا ينبغي الخلط بين موه انعدام المخ واستسقاء الرأس (تراكم السوائل النخاعية الزائدة في الجهاز البطيني للدماغ).
في موه الرأس الشقي، يتم ملء نصف تجويف الجمجمة فقط بالسوائل.

## الأعراض
عادة ما يتم تشكيل المخيخ وجذع الدماغ بشكل طبيعي، على الرغم من أنه في بعض الحالات قد يكون المخيخ أيضًا غائبًا. وقد يكون الرضيع المصاب بموه انعدام المخ طبيعيًا عند الولادة أو قد يكون هناك بعض التشوهات في الجمجمة وملامح الجزء العلوي من الوجه؛ بسبب ضغط السائل داخل الجمجمة. وقد يبدو حجم رأس الرضيع، وردود الفعل العفوية، مثل المص، والبلع، والبكاء، وتحريك الذراعين والساقين طبيعيين، ويتوقف ذلك على شدة الحالة. ومع ذلك، يصبح الرضيع أحيانا متهيج مع فرط التوتر بعد بضعة أسابيع. وقد تتطور نوبات الصرع واستسقاء الرأس بعد عدة أشهر من الحياة، إذا لم تكن موجودة عند الولادة. وقد تشمل الأعراض الأخرى ضعف البصر، ونقص النمو، والصمم، والعمى، والخدر الرباعي التشنجي (أو الشلل)، والعجز الفكري.
قد يكون في بعض الأطفال تشوهات إضافية عند الولادة بما في ذلك التشنجات، والرمع العضلي (هزات لا إرادية مفاجئة سريعة)، والقدرات المحدودة في تنظيم الحرارة، ومشاكل في الجهاز التنفسي.
بينما لا يزال بعض الرضع الآخرين لا تظهر عليهم أعراض واضحة عند الولادة، وقد يستمرون عدة أشهر دون تشخيص مؤكد. وقد يتم تشخيص بعض الحالات خطأ على أنها استسقاء حاد للرأس، أو أي اضطراب رأسي آخر.

## الأسباب
موه انعدام المخ هو شكل متطرف من تنخرب الدماغ، الذي يتميز بوجود كيس أو تجويف في نصفي الكرة المخية.
على الرغم من أن السبب المحدد لموه انعدام المخ لا يزال غير محدد في معظم الحالات، فإن السبب العام الأكثر احتمالا هو حدوث أذى للأوعية الدموية مثل السكتة الدماغية أو الإصابة، أو التهابات داخل الرحم، أو اضطرابات رضية بعد الأشهر الثلاثة الأولى من الحمل. وفي عدد من الحالات التي تم فيها تحديد العدوى داخل الرحم على أنها العامل المسبب، كان معظمها داء المقوسات، والالتهابات الفيروسية، مثل الفيروس المعوي، والفيروسات الغدانية، والفيروسة الصغيرة، والفيروس المضخم، والهربس البسيط، وابشتاين بار. وهناك عامل مسبب آخر هو أن يكون الحمل توأم أحادي المشيماء، الذي ينطوي على وفاة أحد التوأمين في الأشهر الثلاثة الثانية من الحمل، والذي بدوره يسبب تبادل الأوعية الدموية إلى التوأم الحي من خلال تحول الدم من أحدهم إلى الآخر خلال الدورة الدموية بالمشيمة، مما يسبب موه انعدام المخ في الجنين الحي. وقد أشارت تقارير طبية ما إلى أن موه انعدام المخ يعتبر اضطراب وراثي غير معروف كيفية انتقاله، حيث يحدث انسداد مكانه غير معروف في الشريان السباتي عندما يدخل الجمجمة، مما يسبب الانسداد والأضرار التي تلحق بالقشرة الدماغية.
كحالة وراثية متنحية، يجب على كلا الوالدين أن يكونوا حاملين للجين بدون أعراض، وتمريره جنبا إلى جنب إلى طفلهما، ونسبة حدوث ذلك هو 25%. على الرغم من تحديد السبب، إلا أن موه انعدام المخ يصيب كل من الذكور والإناث بأعداد متساوية.
على الرغم من أن موه انعدام المخ هو عادة اضطراب خِلقي، إلا أنه يمكن تشخيصه بعد الولادة في أعقاب التهاب السحايا، واحتشاء داخل المخ، ونقص التروية (السكتة الدماغية)، أو بعد الإصابات الدماغية الرضية الأخرى.

## التشخيص
قد يتأخر التشخيص لعدة أشهر؛ لأن السلوك المبكر للرضيع يبدو طبيعيا نسبيا. ويمكن استخدام التضوء، وهو الفحص الذي يمر فيه الضوء من خلال أنسجة الجسم، لتشخيص موه انعدام المخ. التشخيص الدقيق المؤكد مستحيل عمومًا حتى تتم الولادة، على الرغم من أن التشخيص قبل الولادة باستخدام الموجات فوق الصوتية للجنين يمكنه تحديد الشذوذ الجسدي المميز الموجود. ويتم التشخيص من خلال التقييم السريري الشامل عن طريق الفحص البدني، والتاريخ المفصل للمريض، وتقنيات التصوير المتقدمة، مثل تصوير الأوعية الدموية، والتصوير المقطعي المحوسب، والتصوير بالرنين المغناطيسي، أو نادرا استخدام التضوء بعد الولادة، وهي تقنيات التشخيص الأكثر دقة. ومع ذلك، تفشل الأدبيات التشخيصية في توفير تمييز واضح بين استسقاء الرأس الانسدادي الحاد وموه انعدام المخ، مما يترك بعض الأطفال دون تشخيص مستقر.
ويمكن إجراء التشخيص الأولي في الرحم عن طريق الموجات فوق الصوتية القياسية، ويمكن تأكيده بالموجات فوق الصوتية التشريحية القياسية. وهذا يثبت أحيانا التشخيص الخاطئ للتشخيصات التفاضلية بما في ذلك فصام المخ المتماثل الثنائي (عملية تنموية أقل تدميرا في الدماغ)، واستسقاء الرأس الشديد (زيادة السوائل المخية الشوكية داخل الجمجمة)، واندماج مقدم الدماغ (شذوذ تنموي عصبي). عندما يتم تدمير الدماغ بالكامل، يظل المخيخ، والدماغ المتوسط، والمهاد، والعقد القاعدية، والضفيرة المشيمية، وأجزاء من فصوص القذالي عادة محفوظة بدرجات متفاوتة. وعلى الرغم من عدم وجود القشرة الدماغية، إلا أن في معظم الحالات يستمر رأس الجنين في التضخم بسبب استمرار إنتاج الضفيرة المشيمية للسائل النخاعي الذي يعاد امتصاصه بشكل غير كاف؛ مما يسبب زيادة الضغط داخل الجمجمة.

## توقع سير المرض
لا يوجد علاج قياسي لموه انعدام المخ. فالعلاج يكون عرضي وداعم. وقد يتم معالجة استسقاء الرأس عن طريق العلاج الجراحي بواسطة تحويلة دماغية، والتي غالبا ما تعطي توقع لسير المرض وجودة حياة أفضل بكثير.
توقع سير المرض للأطفال الذين يعانون من موه انعدام المخ يكون عموما سيئ للغاية. وغالبًا ما يحدث الموت في السنة الأولى من الحياة، في حين أن أطفال آخرين قد يعيشون عدة سنوات.
وتشير النصوص الطبية إلى أن الأطفال المصابين بموه انعدام المخ يكون لديهم فقط وظيفة جذع الدماغ هي الوظيفة المتبقية، وبالتالي تكون خيارات العلاج الرسمية هي العلاج العرضي والداعم. يمكن علاج استسقاء الرأس الحاد الذي يسبب كبر الرأس (زيادة متوسط محيط الرأس عن الطبيعي) بسهولة عن طريق وضع تحويلة دماغية. بينما انحراف الرأس (بالإنجليزية: Plagiocephaly)، هي عبارة عن تشويه غير متناظر للجمجمة، وهو حالة أخرى نموذجية مرتبطة بموه انعدام المخ، ويتم علاجها بسهولة من خلال تمارين لتقوية الرأس، وتحسين وضعيتها، ومنع انفتال العنق، الذي يكون عبارة عن تشنج مؤلم ومستمر لعضلات الرقبة.

## الحدوث
أصابت هذه الحالة حالات متفرقة، وتؤثر على أقل من 1 من كل 10 آلاف ولادة في جميع أنحاء العالم. ويصنف موه انعدام المخ رسميًا كاضطراب نادر يصيب أقل من 1 من كل 250,000 في الولايات المتحدة.

## وصلات خارجية
- Hydranencephaly على موقع المعهد الوطني للاضطرابات العصبية والسكتة الدماغية (NINDS)